# Seán Ó Riada
 (mai 2025).
Si vous disposez d'ouvrages ou d'articles de référence ou si vous connaissez des sites web de qualité traitant du thème abordé ici, merci de compléter l'article en donnant les références utiles à sa vérifiabilité et en les liant à la section « Notes et références ».
Seán Ó Riada,  né sous le nom John Reidy, le 1er août 1931 à Cork (Irlande) et mort le 3 octobre 1971 à Londres, est un compositeur et chef d'orchestre irlandais.
Il participe à la renaissance de la musique irlandaise traditionnelle dans les années 1960, au travers de sa participation au groupe Ceoltóirí Chualann, ses compositions, ses écrits et ses enregistrements sur le sujet.

## Biographie

### Enfance et formation
John Reidy naît à Cork le 1er août 1931 et étudie à Farranferris (St Finbarr's College).
Il étudie le violon, le piano et l'orgue, ainsi que le grec et le latin classiques à l'University College Cork.

### Carrière
Durant ces années à l'université, Ó Riada est auditeur à l'UCC Philosophical Society (en). La même année, il devient assistant directeur à la Radio Telefís Éireann.
Il se marie avec Ruth Coughlan en 1953. Le soir, il joue du piano pour des groupes de danse.
En 1955, Ó Riada quitte son emploi prestigieux, sa femme et son fils nouveau-né, Peadar, et part pour l'Italie et la France, menant une vie de bohème. Il étudie la composition sous la direction d'Aloys Fleischmann et écrit de la musique expérimentale. À cette époque, il commence à boire et se découvre une passion pour les voitures de luxe. Durant les dix années suivantes, Ó Riada écrit plusieurs pièces orchestrales appelées Nomos. La troisième demeure inachevée, et certaines autres demandèrent plusieurs années avant d'être terminées. Aucune d'entre elles ne fut jouée en public plus d'une fois. Sa femme le retrouve vivant dans la pauvreté à Paris. Se procurant de l'argent auprès de sa famille, elle le ramène en Irlande, où il devient directeur de l'Abbey Theatre de Dublin pendant cinq ans. C'est durant cette période qu'il adopte le nom de Seán Ó Riada, après mure réflexion.

### La fin de sa vie
En 1964 Ó Riada déménage à Cúil Aodha dans le  comté de Cork, une région où le gaélique irlandais est parlé. Il publie Cór Chúil Aodha, un chœur pour voix d'hommes. Il écrit également de la musique religieuse, dont Aifreann 2, interprétée pour la première fois après sa mort en 1979, ainsi que d'autres partitions telles que Five Greek Epigrams et Hölderlin Songs.
En 1996 Kate Bush enregistre le poème de Peadar Ó Doirnín Mná na hÉireann (Women of Ireland), mis en musique et rendu célèbre par Sean Ó Riada et Ceoltóirí Chualann, pour la compilation Common Ground.  Mná na hÉireann, interprété par The Chieftains est également une ouverture romantique dans le film de Stanley Kubrick, Barry Lyndon et sert de base au single de The Christians, Words, publié en 1989.
O'Riada mit en valeur la poésie de Thomas Kinsella, qui, à son tour, célébra le musicien dans un de ses poèmes.
En 1971, Ó Riada souffrant de cirrhose est envoyé au King's College Hospital à Southwark en Londres, où il meurt le 3 octobre. Il est enterré dans le cimetière de Saint Gobnait, à Ballyvourney, dans le comté de Cork. Willie Clancy joua à son enterrement.
Deux écoles portent le nom Scoil Uí Riada en son honneur : une école gaélique à Kilcock, comté de Kildare, et l'autre à Bishopstown, dépendant de la ville de Cork.
Il y a également une statue érigée dans l'église de Cúil Aodha, don de sa tante et d'anciens membre de Ceoltoirí Chulainn.
Le 23 avril 2010, Ceoltoiri Chualann, reformé pour l'occasion et sous la direction de Peader O'Riada, offrit un hommage à Sean O'Riada au Liberty Hall de Dublin.

## Son œuvre

### Mise Éire
Comme musicien classique, la puissance d'Ó Riada se révèle pour la musique de théâtre et de film. En 1959, il écrit pour un documentaire de George Morrison, appelé Mise Éire ('Je suis l'Irlande'), au sujet de la fondation de la République irlandaise. Cette musique a été reprise de nombreuses fois pour d'autres documentaires. L'enregistrement est dirigé par Ó Riada lui-même.
Cette œuvre combine de la musique irlandaise traditionnelle et des chants sean-nós (« style ancien ») avec des arrangements orchestraux. Ralph Vaughan Williams a déjà utilisé cette technique pour la musique anglaise traditionnelle, mais dans ces années 1950, la musique irlandaise traditionnelle est encore regardée de haut par l'élite de la société irlandaise.
Son premier essai pour allier les chants irlandais à la tradition classique date de 1958, pour une commande de la station de radio de Cork. Mise Éire lui apporte une notoriété nationale, et lui permet de commencer une série d'émissions à la radio irlandaise appelée Our Musical Heritage ('notre héritage musical'). Ó Riada déclare alors que « les chants sean nós doivent s'écouter comme les enfants le font, ou comme s'ils étaient des chants indiens ».

### Ceoltóirí Chualann
Entre 1961 et 1969, Ó Riada dirige un groupe appelé Ceoltóirí Chualann. Bien que ses membres se produisent dans les salles de concert vêtus de costumes noirs, de chemises blanches et de nœuds de papillon noirs, Ceoltóirí Chualann interprète des airs et des chants traditionnels. À cette époque, les céilidh band sont composés de musiciens qui se complètent harmonieusement, mais Ceoltóirí Chualann se démarque de cette tradition. On découvre Ó Riada assis au milieu de la scène, jouant du bodhrán, un instrument de percussion toujours répandu en Irlande.
Ó Riada désire également utiliser des harpes celtiques, mais ces instruments sont rares, et il choisit alors de jouer du clavecin, au son proche de celui recherché. Le clavecin qu'il utilise est un instrument produit par Cathal Gannon. Ó Riada l'ignorait, mais la musique folk irlandaise est à cette époque interprétée par des ensembles dans des pubs londoniens. Pour la plupart des Irlandais, c'est la première fois qu'ils entendent leur musique jouée par un groupe musical.
Les membres de Ceoltóirí Chualann sont pour la plupart également ceux de The Chieftains. On leur doit la bande musicale du film Playboy of the Western World, (interprété à l'origine par John Millington Synge) en 1963.
Leur dernière apparition en public date de 1969, et leur dernier enregistrement est l'Ó Riada Sa Gaiety.

### Compositions

#### Œuvres pour orchestre
- 1955 Ouverture Olynthiac, pour orchestre ;
- 1956 The Banks of Sullane, pour orchestre ;
- 1957 Hercules Dux Ferrariae: Nomos No. 1, pour petite formation ;
- 1958 Nomos No. 4, pour piano et orchestre ;
- 1958 Incidental Music (en l'honneur de l'inauguraton de Radio Éireann à Cork), pour orchestre ;
- 1959 Seoladh na nGamhan, ouverture festive pour orchestre ;
- 1966 Nomos No. 6, pour orchestre ;
- Pastoral elegy.

#### Œuvres pourharmonie
- 1968 Ceol Máirseála i gcóir Socraide.

#### Œuvres pour chœurs
- 1958 Five Epigrams from the Greek Anthology, pour chœur mixte, flûte et clavecin ;
- 1958 Five Epigrams from the Greek Anthology, pour chœur mixte, flûte et guitare ;
- 1962 Ceathramhaintí Éagsamhla, pour chœur mixte ;
- 1968 Ceol an Aifrinn, pour chœur et orgue ;
- 1970 Aifreann 2, pour chœur et piano.

#### Musique vocale
- 1954 Three Poems by Thomas Kinsella, pour voix medium et piano ;
- 1957-1963 Nomos No. 2, pour baryton, chœur mixte et orchestre ;
- 1959 The Lords and the Bards, pour lecteur, soprano, alto, ténor, basse, chœur mixte et orchestre ;
- 1964 Four Hölderlin's songs, pour voix et piano ;
- 1965 Hill Field, pour voix medium et piano ;
- 1966 Sekundenzeiger, pour voix medium et piano ;
- 1968 Lovers on Aran, pour voix medium et piano - texte de Seamus Heaney.

## Discographie
Solo:
- Mise Éire (partiel, mais augmenté de Saoirse? et An tine bheo) – Shanarchie Records 34004 – 1992 ;
- Ó Riada's Farewell – Claddagh Records CC12CD – 1971 ;
- Ceol an Aifrinn/Aifreann 2 – Gael Linn ORIARDACD02 – 2006 ;
- Mise Éire (version complète) – Gael Linn ORIARDACD03 – 2006.

Ceoltoiri Chuallan
- Ó Riada Sa Gaiety.